# Felician University
La Felician University è un'università privata di indirizzo cattolico con sede a Rutherford, nello stato americano del New Jersey.
Le origini dell'università si ricollegano con quelle della Immaculate Conception Normal School, aperta dalle suore di San Felice da Cantalice nel 1923. L'istituto fu elevato al rango di junior college nel 1942 e di college, con il nome di Felician College, nel 1967. Assunse la denominazione di Felician University nel 2015.